# Arthur Malouin

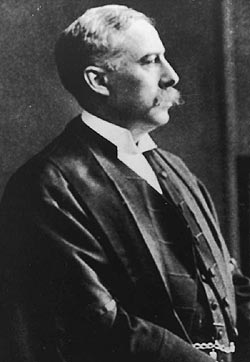
Arthur Malouin

Arthur Cyrille Albert Malouin (* 13. März 1857 in Québec, Québec; † 5. April 1936) war ein kanadischer Politiker der Liberalen Partei und Jurist, der zwischen 1898 und 1905 Mitglied des Unterhauses von Kanada sowie 1924 kurzzeitig Richter am Obersten Gerichtshof von Kanada war.

## Leben
Malouin, Sohn von Jacques Malouin und Marie-Angélique Suzor, begann nach dem Besuch des Séminaire de Québec ein Studium der Rechtswissenschaften an der Universität Laval, das er 1882 mit einem Bachelor of Laws (LL.B.) beendete. Nach seiner darauf folgenden anwaltlichen Zulassung wurde er 1882 Rechtsanwalt in der in Québec ansässigen Anwaltskanzlei Malouin, Montambault & Malouin, in der er bis 1905 tätig war. Zuletzt wurde er auch zum Kronanwalt für Québec berufen.
Am 24. Januar 1898 wurde Malouin als Kandidat der Liberalen Partei bei einer Nachwahl im Wahlkreis Québec-Centre erstmals Mitglied des Unterhauses von Kanada gewählt. Diesem gehörte er nach seinen Wiederwahlen am 7. November 1900 und 3. November 1904 bis zu seinem freiwilligen Mandatsverzicht am 6. Januar 1905 an. Während seiner Parlamentszugehörigkeit war er Mitglied zahlreicher Ständiger Ausschüsse.
Nach seinem Ausscheiden aus dem Unterhaus wurde Malouin zum Richter am Obergericht von Québec ernannt. Am 30. Januar 1924 erfolgte seine Berufung zum Richter am Obersten Gerichtshof von Kanada durch Premierminister William Lyon Mackenzie King. Er gehörte dem Obersten Gerichtshof bis zu seinem Rücktritt acht Monate später am 1. Oktober 1924 an.